# Jaskinia Mała w Mułowej
Jaskinia Mała w Mułowej – jaskinia położona w Dolinie Miętusiej w masywie Czerwonych Wierchów w Tatrach Zachodnich. Otwór wejściowy do jaskini znajduje się w zachodniej ściance płaśni pod moreną w Dolinie Mułowej na wysokości 1757 m n.p.m.
Do 2002 roku znano zaledwie 25 metrów korytarzy jaskini (stąd nazwa). Obecnie jest ona jedną z najdłuższych i najgłębszych jaskiń w Tatrach. Zajmuje dziewiąte miejsce pod względem długości i czwarte pod względem deniwelacji w Polsce. Jaskinia nie jest do końca zbadana i udokumentowana. W lutym 2016 roku długość odkrytych korytarzy wynosiła 3863 metry, a deniwelacja 555 metrów.

## Opis jaskini
Otwór wejściowy ma zaledwie 80 centymetrów średnicy. Jaskinia zaczyna się studnią i salką, z której odchodzą trzy korytarze. Dwa kończą się ślepo, natomiast trzeci prowadzi do Zacisku Sietniaków (do 2002 roku tylko dotąd była znana jaskinia). Za zaciskiem znajduje się studzienka i ciąg nazwany Świstakowa Paryja, kończący się studnią. Z dna studni przez szczelinę dochodzi się do Studni Anki (33 metry głębokości). Stąd odchodzą dwa ciągi jaskini:
- Studnia Anki – Sala Fakro – Łubinka – Syfon Krasnala
- Studnia Anki – Studnia Czesanka – Czarny Ląd – Syfon Sądeczoków – Syfon A.M.P.I.

Studnia Anki – Sala Fakro – Łubinka – Syfon Krasnala. Z dna Studni Anki poprzez wąską szczelinę dochodzi się do Studni Geriawitów, stanowiącą górną część Sali Fakro (do Sali Fakro prowadzi też odchodząca ze Studni Anki boczna odnoga). Sala Fakro jest największą podziemną salą w Tatrach. Ma 85 metrów długości, do 35 metrów szerokości i 90 metrów wysokości. Z sali odchodzą boczne studnie i korytarze, w większości niezbadane. Jeden z korytarzy prowadzi do Partii Sąsiadów, skąd przez Salkę Pływającego Błota i Meander Regionalny można zjechać do Studni Bryjowiaków (36 metrów), w której płynie ciek wodny Łubinka. Dalej posuwając się cały czas w dół, dochodzi się do Syfonu Krasnala.
Studnia Anki – Studnia Czesanka – Czarny Ląd – Syfon Sądeczoków – Syfon A.M.P.I.  Na wysokości 30 metrów od dna ze Studni Anki odchodzi Korytarz Pyknięty przechodzący w Korytarz Samych Zbójców. Dochodzi się nim nad pierwszą Studnię Urodzinową (50 metrów), która przechodzi w drugą Studnię Urodzinową (z jej dna odchodzą niezbadane korytarze). Ciąg główny prowadzi trawersem nad Studniami Urodzinowymi i dochodzi do Korytarza Pokuty (w bok odchodzi niezbadany korytarz). Dalej przez Studnię Gaździnki i Salę w Stropie dociera się do cieku wodnego Kozia Woda i Sali Ósemki. Stąd korytarz prowadzi do jednej z najgłębszych studni w Tatrach – Studni Czesanki (130 metrów głębokości). Na jej dno można się dostać drogą przez Zakamarek lub przez Studnię Nic-Po-Niej. Z dna Studni Czesanki korytarz prowadzi do partii Czarny Ląd. Idąc wzdłuż płynącej tu Koziej Wody, dochodzi się do Wodospadu Wiktorii, gdzie Kozia Woda wpada do cieku wodnego Nil. Dalej dojść można do Korytarza Słoni (w bok odchodzi niezbadany korytarz), a dalej do Sali na Wielkim Luzie i Sali na Luzie. Idąc wzdłuż Nilu, dochodzi się do I Katarakty, a następnie II i III Katarakty. Stąd korytarz schodzi w dół i kończy się niezbadanym kominem i Syfonem Sądeczoków (−444 metry).
Tymczasem w korytarzu przed I Kataraktą znajduje się szczelina prowadząca do Studni z Węglarką (20 metrów) i dalej do Salki z Trawersem na Palcach i Salki z Trawersem Baletnicy. Dalej są trzy Sale Strzeliste, Wodospad Łez i prawie 100-metrowy Meander Telo Pikny Kielo Cud. Po jego pokonaniu dochodzi się do Sali 481 i przez kaskady do Sali z Progiem z Łopatą. Stąd korytarze prowadzą do Meandra Czechu Wracajcie! (z dwoma jeziorkami), Sali Jęzora z Błotem i wielopoziomowego Meandra Poszukujących Dna. Na końcu meandra płynie ciek Zambezi i znajduje się sala Krzyżówka. Odchodzą z niej dwa korytarze. Jeden prowadzi do syfonu Stary Przodek (−538 metrów). Drugi korytarz (niezmierzony) prowadzi wzdłuż Rzeki Pamięci (tworzącej jeziora i kaskady) przez Bajkowy Próg do salki z dnem całkowicie pokrytym wodą. Z boku widoczny jest odchodzący niezbadany korytarz. Po pokonaniu jeziorka wchodzi się do wąskiego korytarza, następnej salki zalanej wodą i ciągu prowadzącego do Syfonu A.M.P.I. (−555 metrów).

## Przyroda
Szata naciekowa w jaskini występuje na znacznej głębokości. W okolicy Syfonu Sądeczoków są obecne dość nieliczne heliktyty, natomiast w szczelinie nad pochylnią obok syfonu znajdują się piękne polewy naciekowe. Najładniejsze nacieki położone są w okolicy Sali z Progiem z Łopatą i w Meandrze Czechu Wracajcie!. 
W Sali z Progiem z Łopatą znajduje się dość duża łopata naciekowa (stąd nazwa sali). Poniżej niej jest duży stalagmit w kształcie grzyba. 
Jaskinia jest prawdopodobnie odwadniana przez Lodowe Źródło, jednak do tej nie wykonano badań z wykorzystaniem barwienia wody.
W jaskini występuje dość duża liczba cieków wodnych i jeziorek. Do największych cieków zapewne należą Nil, woda z Wodospadu Łez i Zambezi.

## Historia odkryć
Data odkrycia nie jest znana. Do 2002 roku była to mała jaskinia o długości 25 metrów.
W 2002 roku wyprawa Sądeckiego Klubu Taternictwa Jaskiniowego PTTK przechodzi Zacisk Sietniaków.
Od tego roku (jak do tej pory) wyprawy tylko tego klubu badają jaskinię.
W 2002 roku wyprawa dochodzi do Syfonu Krasnala.
W 2006 roku wyprawa dochodzi do Syfonu A.M.P.I..
W styczniu 2004 roku miał miejsce tragiczny wypadek. W lawinie, w drodze do jaskini, zginęła czwórka grotołazów z Sądeckiego Klubu Taternictwa Jaskiniowego PTTK: Anna Antkiewicz, Magdalena Jarosz, Piotr Trzeszczoń i Daniel Rusnarczyk.